# Crossplay
Der Computerspielbegriff Crossplay (auch Cross-Platform Play, Cross-Platform-Play oder plattformübergreifendes Spielen) beschreibt die technische Möglichkeit, ein Mehrspieler-Computerspiel mit oder gegen solche Spieler spielen zu können, die das Spiel auf einer anderen Plattform spielen. Ein Spiel, das beispielsweise für PlayStation- und Xbox-Systeme mit Crossplay-Funktionalität erschienen ist, kann von zwei Spielern trotz unterschiedlicher Konsolen mit- beziehungsweise gegeneinander auf demselben Spielserver gespielt werden. Die Kompatibilität ist dabei nicht zwangsläufig zwischen allen Versionen eines Spiels gegeben, sondern kann auch nur zwischen ausgewählten Plattformen möglich sein, für die das Spiel umgesetzt wurde.
Schwierigkeiten ergeben sich beim Crossplay unter anderen bei der unterschiedlichen Rechnerarchitektur und Performance auf den Plattformen, abweichender Programmierung bei der Portierung auf die einzelnen Plattformen sowie den verschiedenen Steuerungsmöglichkeiten auf den Plattformen.
So wird Spielern, die mit einem Gamecontroller spielen, bei Ego-Shootern oft eine Zielerfassungshilfe, eine schwächere Form eines Aimbot, angeboten, bei der das Fadenkreuz beim ersten Schuss automatisch den Gegner anvisiert, da es einige Spieler als schwieriger, weniger zeitnah und präzise empfinden, mit dem Daumen an einem Analog-Stick zu zielen, als dies mit der ganzen Hand an einer Maus zu tun. Die Verwendung ist meist optional.

## Populäre Beispiele
| Spiel                              | Plattformen mit Crossplay-Unterstützung              | Crossplay möglich seit | Beleg             |
| ---------------------------------- | ---------------------------------------------------- | ---------------------- | ----------------- |
| Aragami                            | PC, Xbox One, PS4, Nintendo Switch                   | 2016                   | [ 3 ]             |
| Ark: Survival Evolved              | PC, Xbox One                                         | 2017                   | [ 4 ]             |
| Astroneer                          | PC, Xbox One                                         | 2019                   | [ 3 ]             |
| Call of Duty: Modern Warfare       | PC, PS4, Xbox One                                    | 2019                   |                   |
| Dauntless                          | PC, PS4, Xbox One, Nintendo Switch, Android, iOS     | 2019                   | [ 3 ]             |
| Dead by Daylight                   | PC, Xbox One, PS4, Nintendo Switch                   | 2020                   | [ 5 ]             |
| Eagle Flight                       | PC, PS4                                              | 2016                   | [ 4 ]             |
| eFootball                          | PC, PS4, PS5, Xbox One, Xbox Series, Android, iOS    | 2021                   | [ 6 ]             |
| Eve: Valkyrie                      | PC, PS4                                              | 2016                   | [ 3 ]             |
| Final Fantasy 14                   | PC, PS3, PS4                                         | 2010                   | [ 3 ]             |
| Final Fantasy 15                   | PC, Xbox One                                         | 2016                   | [ 3 ]             |
| Fortnite                           | PC, PS4, Xbox One, Nintendo Switch, Android, iOS     | 2017                   | [ 7 ] [ 8 ] [ 9 ] |
| Forza Horizon 3                    | PC, Xbox One                                         | 2016                   | [ 4 ]             |
| Forza Horizon 4                    | PC, Xbox One                                         | 2018                   | [ 4 ]             |
| Gears of War 4                     | PC, Xbox One                                         | 2016                   | [ 4 ]             |
| Killer Instinct                    | PC, Xbox One                                         | 2013                   | [ 3 ]             |
| Minecraft Bedrock Edition          | PC, Android, iOS, Xbox One, Nintendo Switch, PS4     | 2017                   | [ 10 ] [ 11 ]     |
| Paladins                           | PC, Xbox One, Nintendo Switch                        | 2018                   | [ 4 ]             |
| Portal 2                           | PC, PS3                                              | 2011                   | [ 3 ]             |
| Quake                              | PC, PS4, PS5, Xbox One, Xbox Series, Nintendo Switch | 2021                   | [ 12 ]            |
| Power Rangers: Battle for the Grid | PC, PS4, Xbox One, Nintendo Switch                   | 2019                   | [ 13 ] [ 14 ]     |
| Rocket League                      | PC, PS4, Xbox One, Nintendo Switch                   | 2015                   | [ 15 ]            |
| Smite                              | PC, Xbox One, Nintendo Switch                        | 2014                   | [ 4 ]             |
| State of Decay 2                   | PC, Xbox One                                         | 2018                   | [ 3 ]             |
| Street Fighter 5                   | PC, PS4                                              | 2016                   | [ 3 ]             |
| Tom Clancy’s The Division 2        | PC, Google Stadia                                    | 2020                   | [ 16 ] [ 17 ]     |
| Tooth and Tail                     | PC, PS4                                              | 2017                   | [ 3 ]             |

## Kritik
Aufgrund der verschiedenen Steuerungs- und Performancevorteile kann ohne spezielle Optimierung eines Spiels ein Spieler einer bestimmten Plattform im Vorteil liegen. Zudem ist es auf einem PC generell einfacher Cheats und Mods zu verwenden als auf einer Spielkonsole oder einem Smartphone. Der CEO Guillaume Boucher-Vidal von den Nine Dots Studios sieht in Crossplay die Gefahr für Entwickler von kleineren Mehrspieler-Titeln und Indie-Studios, nicht mehr im Wettbewerb mithalten zu können und dass die großen Spiele dadurch noch mehr Marktanteil einnehmen. Dennoch wünschen sich viele Spieler Crossplay für zukünftige Spiele, um auch mit sozialen Kontakten von anderen Plattformen spielen zu können. Ein weiterer Vorteil von Crossplay sind mehr gefüllte Server, die ein schnelleres Matchmaking ermöglichen, sowie die Übertragung von im Spiel gesammelten Items und Spielerdaten.
Insbesondere auf der PlayStation 4 wird sich mehr Crossplay-Unterstützung für Spiele von Spielern und Entwicklern gewünscht, womit sich Sony bisher jedoch schwer tat. Ende 2018 wurde für unter anderem Fortnite jedoch auch auf der PlayStation 4 Crossplay in einer Beta-Phase unterstützt, was vielen Menschen Hoffnung gab, dass das Feature in Zukunft auf weitere Spiele ausgeweitet wird. Am 5. Oktober 2019 hat Sony die Beta-Phase für Crossplay auf der PlayStation 4 abgeschlossen und bietet damit Entwicklern nun mehr Möglichkeiten für Crossplay.